# Плиний Старший
Пли́ний Ста́рший (лат. Plinius Maior, настоящее имя Гай Плиний Секунд, лат. Gaius Plinius Secundus; между 22 и 24 годами н. э., Новый Ком — 24 или 25 августа 79 года н. э., Стабии) — древнеримский писатель-эрудит.
Наиболее известен как автор «Естественной истории» — крупнейшего энциклопедического сочинения античности; другие его сочинения не дошли до наших дней. Приходился дядей Гаю Плинию Цецилию Секунду, известному как Плиний Младший (после смерти мужа сестры, отца Плиния Мл., усыновил племянника, дав тому великолепное образование).
Плиний служил в армии на северной границе Римской империи, а после возвращения в Рим занялся литературной деятельностью. После прихода к власти императора Веспасиана, с сыном которого Титом он служил, был призван на государственную службу. В 70-е годы Плиний исполнял обязанности наместника в провинциях и командовал флотом в Неаполитанском заливе. В 77 или 78 году издал «Естественную историю», посвятив её Титу. Погиб в результате извержения Везувия.

## Биография
Плиний родился, по различным версиям, в 22—23 или в 23—24 годах н. э. Местом его рождения обычно называется Новый Ком (современный Комо). Впрочем, изредка родиной писателя считают Верону — Плиний называл веронца Катулла своим земляком. В настоящее время, однако, считается, что энциклопедист имел в виду общее происхождение из Транспадании (области за рекой По). Писатель происходил из богатой семьи, принадлежавшей к сословию всадников. В детстве Плиния отправили в Рим, где его воспитанием и обучением руководил друг семьи, политик и поэт Публий Помпоний Секунд, имевший связи при дворе императора Калигулы. Из учителей будущего естествоиспытателя известны ритор Ареллий Фуск, грамматик Реммий Палемон, ботаник Антоний Кастор.
В конце 40-х — начале 50-х Плиний служил в легионах на северной границе Римской империи. Первое время он служил в провинции Нижняя Германия, был в области убиев и в дельте Рейна. Из «Естественной истории» известно и о его пребывании на другом берегу реки. Считается, что Плиний участвовал в кампании Домиция Корбулона против племени хавков, которая состоялась в 47 году. Скорее всего, сначала Плиний командовал пешей когортой, затем — конным отрядом. После службы в провинции Нижняя Германия будущий писатель отправился в провинцию Верхняя Германия: он упоминает о горячих источниках Aquae Mattiacae (современный Висбаден) и о верховьях Дуная. В этой провинции он, вероятно, принимал участие в походе против хаттов в 50—51 годах. Наместником Верхней Германии в это время был его покровитель Помпоний, который и руководил кампанией. Примерно в 51 или 52 году Плиний покинул провинцию вместе с Помпонием и вернулся в Рим. Примерно в 57—58 годах Плиний вновь находился на северной границе на военной службе (вероятно, снова в провинции Нижняя Германия). Тогда он служил вместе с будущим императором Титом. Вскоре Плиний вернулся в Италию и уже 30 апреля 59 года наблюдал солнечное затмение в Кампании.
В Риме Плиний работал адвокатом, а к концу правления Нерона удалился из общественной жизни. К этому же времени относится написание нескольких сочинений (см. ниже). Существует предположение, будто Плиний участвовал в Иудейской войне (римской армией там командовал Веспасиан, отец Тита) и даже был прокуратором Сирии, но оно имеет очень шаткие основания.
После того, как в 69 году новым императором стал Веспасиан, отец Тита, Плиний был призван на государственную службу. Возможно, в этот период ему покровительствовал приближённый Веспасиана Гай Лициний Муциан, который и сам занимался писательской деятельностью. Подробности службы Плиния неизвестны: Светоний упоминает, что он был прокуратором нескольких провинций, не уточняя, каких именно. Лишь племянник естествоиспытателя, Плиний Младший, в одном письме упоминает, что его дядя был прокуратором Испании (это наместничество обычно датируется 73/74 годами). Фридрих Мюнцер, изучив упоминания о различных регионах Римской империи в «Естественной истории», предположил, что Плиний был прокуратором Нарбонской Галлии, Африки, Тарраконской Испании и Белгики в 70—76 годах. Рональд Сайм, однако, высказал мнение, что в Нарбонской Галлии и в Белгике писатель мог находиться проездом или по другим делам. Более вероятно наместничество в Африке и Тарраконской Испании, о других провинциях нельзя сказать ничего определённого. Некоторые исследователи обращают внимание на невозможность установления, когда он был наместником провинций, и потому предполагают, что впервые его сделал прокуратором ещё Нерон. Впрочем, свидетельство Светония указывает, скорее, на последовательное занятие нескольких должностей. Также предполагается, что в 70-е годы Плиний мог быть советником императоров.
В конце концов Плиния назначили командующим флотом в Мизене (современный Мизено) на берегу Неаполитанского залива. 24 августа 79 года (по современным археологическим данным, возможно, позже — в октябре) началось сильное извержение вулкана Везувий, и Плиний на кораблях прибыл в Стабии на другом берегу залива. В Стабиях он отравился серными испарениями и умер. Причина, по которой Плиний приблизился к извергающемуся вулкану, неясна, из-за чего он часто воспринимается лишь как жертва собственной любознательности. Однако его племянник, находившийся в Мизене, в письме к историку Тациту подробно описал гибель дяди: он отправился на другой берег залива не только чтобы понаблюдать за редким явлением природы вблизи, но также для того, чтобы помочь спастись своим друзьям. В Стабиях он успокаивал паниковавших местных жителей и дожидался, когда сменится ветер и успокоится море, чтобы отплыть, однако в конце концов задохнулся. Сообщение Плиния Младшего о том, что у его дяди было «тонкое и слабое от природы горло», в настоящее время обычно понимается как астма. Светоний, впрочем, оставил версию, будто естествоиспытатель умер, попросив своего раба избавить себя от мучений. Таким образом, наряду с желанием понаблюдать за извержением Плиний руководствовался желанием помочь пострадавшим от катаклизма.
В Историческом национальном музее медицинского искусства в Риме хранится череп, который считают черепом Плиния. В настоящее время вопрос о том, действительно ли это останки Плиния, не решён, хотя после исследований 2010-х это считается вполне вероятным,

## Литературная деятельность
Из писем племянника известно, что Плиний Старший был человеком необыкновенного трудолюбия. Не было такого места, которое бы он считал неудобным для учёных занятий; не было такого времени, которым бы он не воспользовался для того, чтобы читать и делать заметки. Он читал, или ему читали в дороге, в бане, за обедом, после обеда, причём отнималось время и у сна, насколько это было возможно, так как он считал потерянным всякий час, не посвящённый умственным занятиям. Читались всякие книги, даже и плохие, так как, по мнению Плиния Старшего, нет столь дурной книги, из которой нельзя было бы извлечь какой-либо пользы. В одном из своих писем Плиний Младший перечисляет сочинения дяди: «О кавалерийском метании» (De iaculatione equestri), «О жизни Помпония Секунда» в двух книгах (De vita Pomponii Secundi), риторическое сочинение в трёх книгах (Studiosi), грамматическое сочинение «Сомнительные слова» в восьми книгах (Dubii Sermonis; Присциан и Григорий Турский называют эту работу Ars Grammatica), историческое сочинение в тридцать одной книге, которое описывало события с того момента, где закончил свою историю Ауфидий Басс (A fine Aufidii Bassi), «Германские войны» в двадцати книгах (Bellorum Germaniae) и, наконец, тридцать семь книг «Естественной истории». Кроме того, после смерти автора осталось сто шестьдесят книг мельчайшего письма с выписками или заметками, какие он делал при чтении (не сохранились до наших дней).
«Естественная история» посвящена Титу. Поскольку Плиний во введении называет его шестикратным консулом, произведение датируется 77 или 78 годом (впоследствии Тит был консулом ещё два раза). Первоначально в «Естественной истории» насчитывалось 36 книг. Современные 37 книг появились позднее, по разным версиям, из-за разделения книги XVIII на две части или из-за добавления содержания и перечня источников в качестве отдельной книги I. Работа о метании дротика и биография Помпония были представлены публике в 62—66 годах, и в это же время Плиний начал писать историю германских войн. Трактаты о риторике и грамматике были завершены автором в 67—68 годах, а «История после Ауфидия Басса» — между 70 и 76 годами.

### Структура «Естественной истории»
- Введение.
- Книга I. Оглавление и источники.
- Книга II. Вселенная и космос.
- Книга III. География (от Испании до Мёзии).
- Книга IV. География (Балканы, часть черноморского побережья, Сарматия, Скифия, острова Балтийского и Северного морей).
- Книга V. География (Африка и Ближний Восток).
- Книга VI. География (Кавказ, Азия).
- Книга VII. Человек.
- Книга VIII. Сухопутные животные.
- Книга IX. Рыбы и прочие обитатели моря.
- Книга X. Птицы.
- Книга XI. Насекомые.
- Книга XII. Деревья.
- Книга XIII. Экзотические деревья.
- Книга XIV. Фруктовые деревья.
- Книга XV. Фруктовые деревья.
- Книга XVI. Лесные деревья.
- Книга XVII. Окультуренные деревья.
- Книга XVIII. Зерновые культуры.
- Книга XIX. Лён и другие растения.
- Книга XX. Лекарства из садовых растений.
- Книга XXI. Цветы.
- Книга XXII. Свойства растений и фруктов.
- Книга XXIII. Лекарства из окультуренных деревьев.
- Книга XXIV. Лекарства из лесных деревьев.
- Книга XXV. Дикие растения.
- Книга XXVI. Лекарства из прочих растений.
- Книга XXVII. Прочие растения и лекарства из них.
- Книга XXVIII. Лекарства из животных.
- Книга XXIX. Лекарства из животных.
- Книга XXX. Лекарства из животных.
- Книга XXXI. Лекарства из морских растений.
- Книга XXXII. Лекарства из морских животных.
- Книга XXXIII. Металлы.
- Книга XXXIV. Металлы.
- Книга XXXV. Краски, цвета, картины.
- Книга XXXVI. Камни, скульптуры.
- Книга XXXVII. Драгоценные камни и изделия из них.

### Особенности «Естественной истории»
Сам Плиний характеризовал свою работу как «ἐγκύκλιος παιδεία» ([энкю́клиос пайде́йя] — «круговое (всестороннее) обучение»; отсюда — слово «энциклопедия»). Предполагалось, что «круговое обучение» предшествует специальному, углублённому изучению отдельных вопросов. В частности, именно так понимал это выражение Квинтилиан. Впрочем, Плиний придавал этому греческому выражению новое значение: сами греки никогда не занимались созданием единого сочинения, охватывающего все области знания, хотя именно греческие софисты впервые целенаправленно передавали своим ученикам знания, которые могли пригодиться им в повседневной жизни. Плиний был убеждён, что подобный труд под силу написать только римлянину.
Первым образцом типично римского жанра компендиума всех известных знаний иногда считают наставление Катона Старшего сыну, но чаще — «Disciplinae» Марка Теренция Варрона, один из важнейших источников для Плиния. Из других важных предшественников «Естественной истории» называется Artes Авла Корнелия Цельса. Плиний не скрывает, что в Риме предпринимались попытки создания такого сочинения. Впрочем, «Естественная история», в отличие от предшественников, была не просто сборником различных сведений, а охватывала все основные области знаний и концентрировалась на их практическом применении.
Неясно, на какую аудиторию нацеливался Плиний, начиная свой главный труд. Его собственные слова во введении, будто «Естественная история» предназначается для ремесленников и сельских хозяев, порой принимаются на веру, но нередко отвергаются как неискренние. Например, Б. А. Старостин полагает, что целевая аудитория автора — римские военачальники. По мнению исследователя, на самом деле «в центре его [Плиния] внимания стояли вопросы прокорма и вообще жизнеобеспечения войск». Как бы то ни было, целью всего сочинения была попытка связать текущее состояние античной науки с практикой — в частности, с сельским хозяйством, торговлей, горным делом. В настоящее время обращается внимание и на важность для автора установления связей между человеком и природой.
| Некоторые вымышленные народы в «Естественной истории» (иллюстрации к Нюрнбергской хронике 1493 года): | Некоторые вымышленные народы в «Естественной истории» (иллюстрации к Нюрнбергской хронике 1493 года): |
| --- | --- |
| | Мегасфен утверждает, что на горе Нул живут люди, у которых ступни вывернуты назад и на каждой по восемь пальцев… |
| | …в других горах проживают племена пёсьеголовых, которые носят шкуры диких зверей и чья речь прерывиста наподобие лая; они кормятся охотой и ловлей птиц, для чего вместо оружия используют собственные ногти…                                                                                 |
| | …[Ктесий] описывает племя людей, которых называют моноколи, у которых только одна нога, а передвигаются они прыжками с удивительной быстротой. То же самое передают и о племени скиаподов, которые в жару лежат на земле и заслоняются тенью от ног; проживают они неподалёку от троглодитов… |
| | …к западу от них обитают люди без головы, а глаза у них на плечах… |

Сочинение Плиния нередко оценивалось как нагромождение фактов, отобранных произвольным образом. Подобная оценка была наиболее характерна для XIX — начала XX века (см. ниже). Однако в настоящее время признано, что «Естественная история» отличается чёткой последовательностью изложения. Так, животные подразделяются по сфере обитания (книга 8 посвящена животным, которые обитают на земле, 9 — в море, 10 — в воздухе), а в каждой из этих книг изложение начинается с больших животных (слоны, киты) и завершается малыми. Вторая половина книги XI посвящена анатомическим вопросам, что подводит итог книгам о животном мире. В книгах о географии изложение начинается с запада, затем по кругу описываются все известные земли. Минералы описываются по степени драгоценности, начиная с золота. В истории искусства автор прибегает, помимо прочего, и к хронологической систематизации. Не случайно и начало повествования с книги о космологии, поскольку Плиний выстраивал материал от общего к частному, а небо оценивалось античными авторами как основополагающая часть Вселенной. После рассмотрения астрономических вопросов римский автор обращается к описанию метеорологии, геологии, переходя к собственно географии Земли. Затем Плиний переходит к обитателям планеты, после чего рассказывает о растениях, сельском хозяйстве и фармакологии, а завершает свой труд рассказом о минералах и металлах, которые добывают под землёй. Таким образом, римский автор последовательно описывает природу сверху вниз. Кроме того, в тематике всех 36 основных книг обнаруживается симметрия:
- 2—6: 5 книг о неодушевлённой материи;
- 7—11: 5 книг о животных (включая людей);
- 12—19: 8 книг о растениях;
- 20—27: 8 книг о растениях;
- 28—32: 5 книг о животных;
- 33—37: 5 книг о неодушевлённой материи.

В расположении материала в каждой книге существуют и свои закономерности наряду с упомянутым движением от общего к частному. Обычно Плиний, сообщая какой-либо факт, дополняет его историческим экскурсом, парадоксальным свидетельством или рассуждением о моральной стороне явления, чтобы сформировать целостное представление о нём. С помощью сообщений об уникальных явлениях и особенностях явлений Плиний очерчивает границы самого явления.
В сочинении встречаются ошибки: иногда Плиний неверно интерпретирует свой источник, иногда некорректно подбирает латинский аналог для греческого слова. Все ошибки предшественников он копирует вследствие кабинетного характера работы (например, утверждение, будто расстояние от Солнца до Луны в 19 раз больше, чем расстояние от Земли до Луны, а также распространённое в античности представление о движении планет по сложным траекториям в рамках теории гомоцентрических сфер). Порой при описании одних и тех же явлений в разных частях сочинения Плиний противоречит сам себе; впрочем, подобные эпизоды могут быть риторическими приёмами. Наконец, у Плиния встречаются сведения о людях с собачьими головами и прочие небылицы. Особенно много небылиц Плиний сообщает в книгах VII (прежде всего, параграфы 9—32 о необычных людях и существах, 34—36 о женщинах, от которых рождались звери и прочие существа, 73—76 о карликах и гигантах) и VIII (параграфы 37, 80 и 153). Кроме того, наверняка вымышленными считаются описания в IX, 2; XI, 272; XVI, 132; XVII, 241 и 244, а также XVIII, 166. Впрочем, фантастические сведения по-иному воспринимались в эпоху Плиния (см. ниже).
Плиний скрупулёзно подсчитывает, сколько он сообщил читателю единичных фактов, исторических экскурсов и общих суждений в каждой книге; всего он собрал 20 тысяч фактов, достойных рассмотрения.